# Enpō

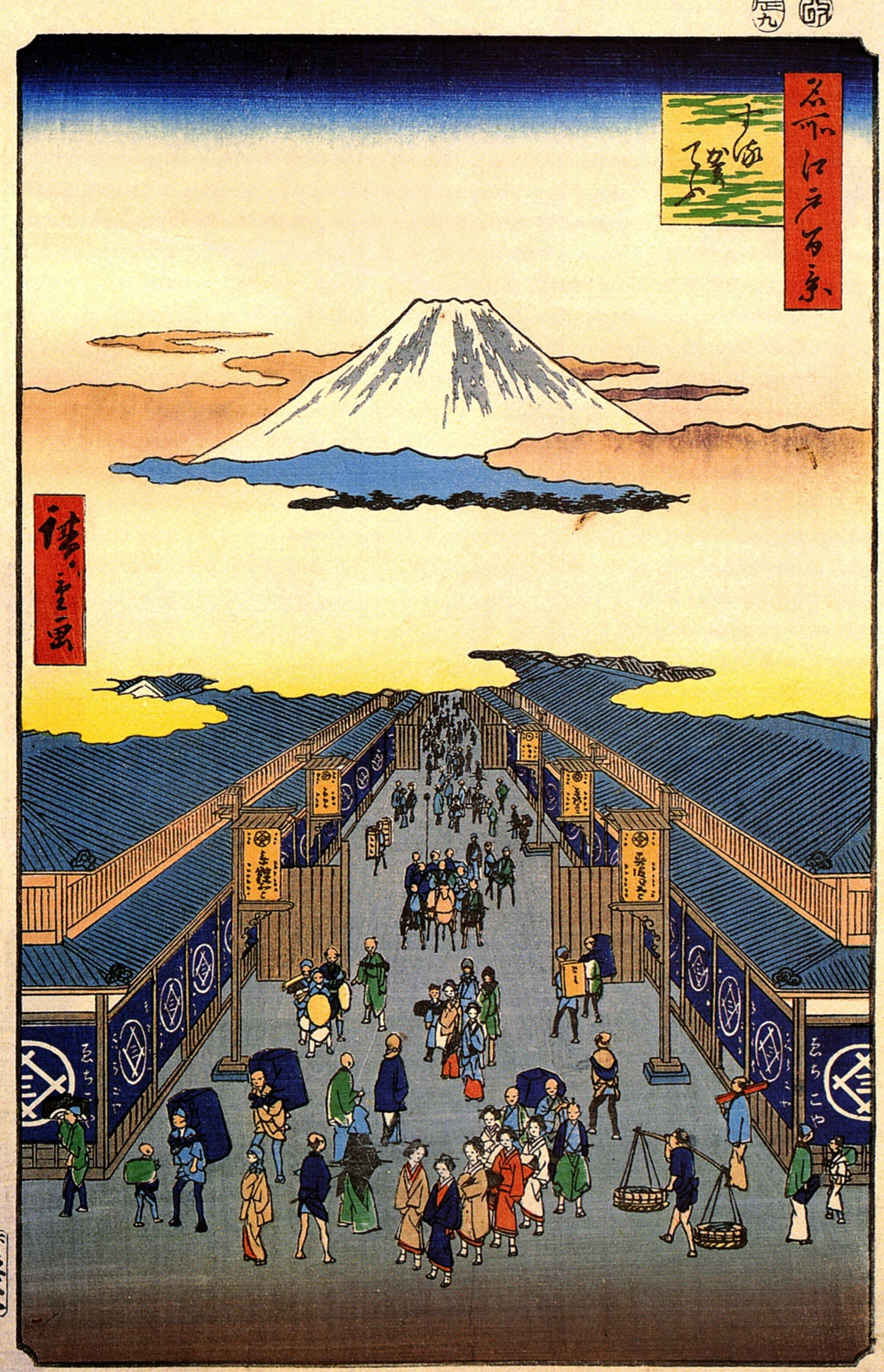
En blivande gigant - embryot till det framtida jätteföretaget Mitsui, på en målning av Hiroshige från 1856. Butiken öppnade år enpō 1.

Enpō (japanska: 延宝?, Enpō), 21 september 1673–29 september 1681, är en period i den japanska tideräkningen under kejsare Reigen. Shoguner var Tokugawa Ietsuna och Tokugawa Tsunayoshi.
Den nya perioden inleddes efter flera järtecken och fick namnet enpō, "långvarigt välstånd", från ett citat ur Suishu, ett av de 24 historieverken.

## Viktigare händelser
Perioden har gett namn åt Enpōjordbävningen år enpō 5 (1677), som följdes av en tsunami.
År enpō 1 (1673) öppnar det blivande storföretaget Mitsui sin första butik i Edo, Echigoya, där man säljer bland annat kläder.